# 瑪格麗特皇后大學
瑪格麗特皇后大學（Queen Margaret University，原稱Queen Margaret University College或Queen Margaret College）一所位於蘇格蘭馬瑟爾堡的新大學，其名稱是爲了紀念馬爾科姆三世之妻蘇格蘭的聖瑪格麗特。
現校址位於馬瑟爾堡，原來則在Corstorphine和利斯。2008年4月在新加坡開設亞洲校區。

## 歷史

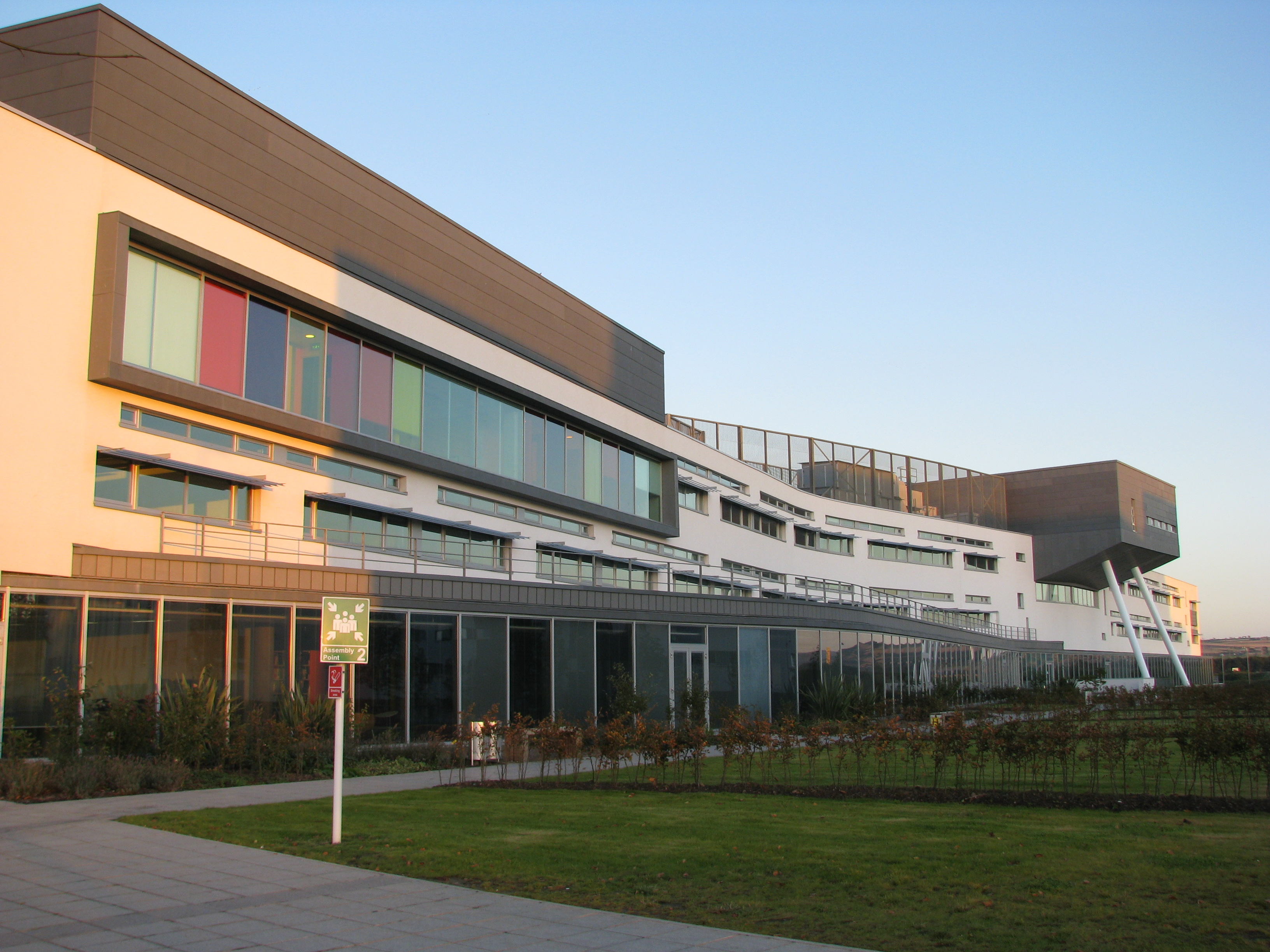
馬瑟爾堡校區

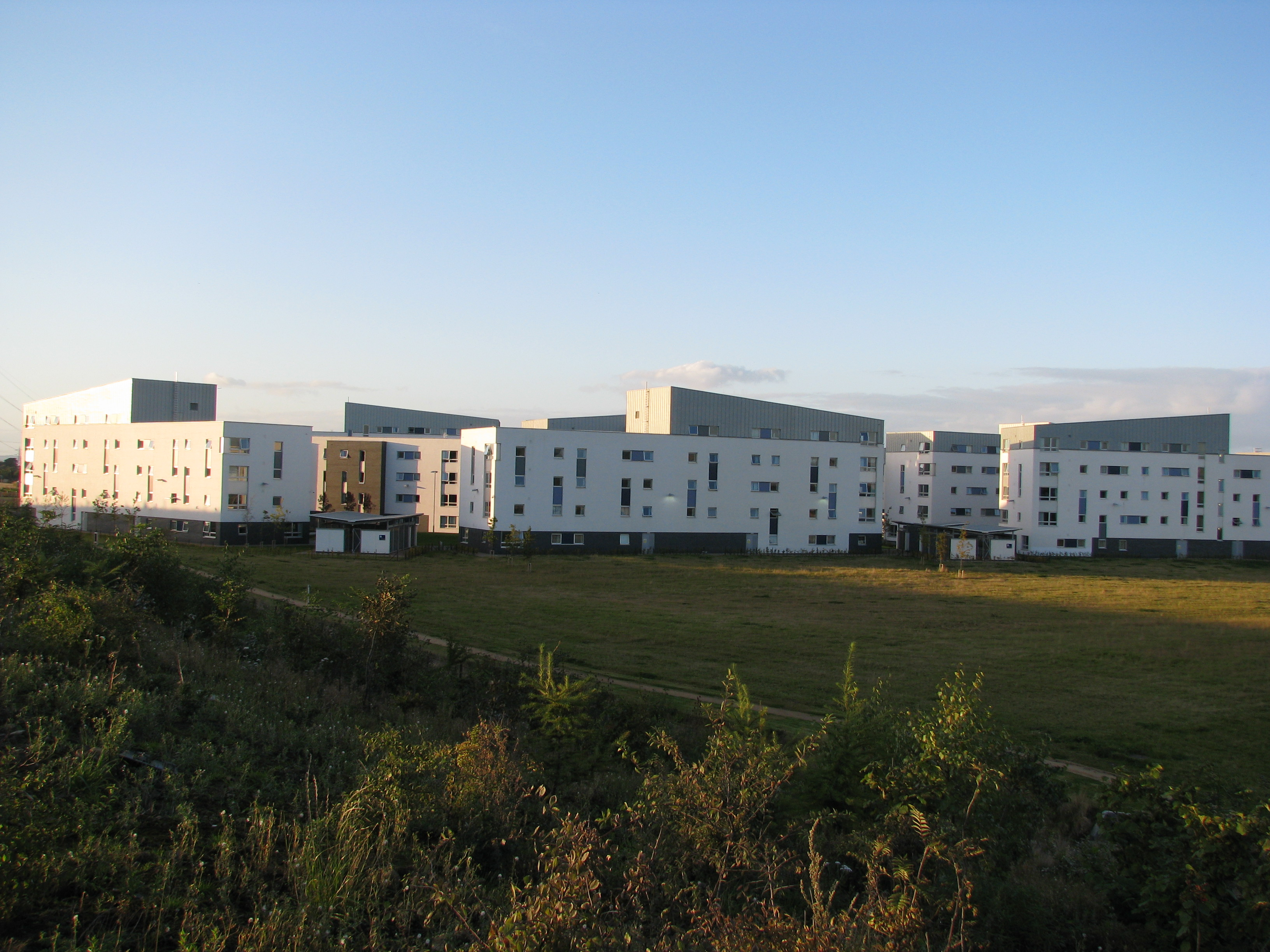
馬瑟爾堡的學生公寓

該大學由陸伊莎·史蒂文森和克利斯蒂安·懷特（Christian Guthrie Wright）成立於1875年，當時稱愛丁堡烹飪及家政學校（The Edinburgh School of Cookery and Domestic Economy）， 這二人都是愛丁堡女子教育協會的成員，因此最初也是女子學院。
1891年學校搬至Atholl Crescent，拓展了其課程并開始為學生提供住宿。1909年，被置於蘇格蘭教育部管轄之下。第一任校監是Ethel De la Cour。 此人在1930年退休，同年大學改名愛丁堡家政學院（ Edinburgh College of Domestic Science）。
1961年有了Corstorphine校區，此校區在1970年由愛麗斯王妃剪綵，公爵夫人到2004年去世為止一直是該大學贊助人 1972年，改名瑪格麗特皇后學院（Queen Margaret College）。 隨後擴展了特別是在護理與醫療保健方面的學科，以下是被吸納入該大學的教育機構：
- 愛丁堡演講與戲劇學院（Edinburgh College of Speech and Drama，1929年建，1971年加入）
- 愛丁堡言語治療學校（Edinburgh School of Speech Therapy，1946年建，1975年加入）
- 愛丁堡皇家醫院理療學校（Royal Infirmary of Edinburgh School of Physiotherapy，1940年建，1978年加入）
- 阿斯特利安斯利醫院職業治療訓練中心（Astley Ainslie Hospital Occupational Therapy Training Centre，1937年建，1979年加入）
- 愛丁堡足療所和足療學校（Edinburgh Foot Clinic and School of Chiropody，1924年建，1984年加入）
- 愛丁堡放射照相術學校（Edinburgh School of Radiography，1936年建，1992年加入）
- 愛丁堡大學藝術療法學校（Edinburgh University Settlement School of Art Therapy，1992年建，1997年加入）

1992年，英國樞密院授予瑪格麗特皇后學院頒發自己部份學位的資格，1998年獲得全部學位頒發資格。 1999年改名瑪格麗特皇后大學學院（ Queen Margaret University College），2007年1月改現名。

## 學術
該大學排名在英國國內靠後，但因為倡導環保理念而曾多次獲相關獎項。 

## 外部連結
- Queen Margaret University official website （页面存档备份，存于）
- Queen Margaret University open access research repository （页面存档备份，存于）
- Students' Union （页面存档备份，存于）
- Queen Margaret University's Singapore Campus – East Asia Institute of Management （页面存档备份，存于）
- Queen Margaret University official press releases

55°55′53″N 3°04′23″W / 55.931342°N 3.073018°W